# Eustacesia albonotata
Eustacesia albonotata är en spindelart som beskrevs av Lodovico di Caporiacco 1954. Eustacesia albonotata ingår i släktet Eustacesia och familjen hjulspindlar.
Artens utbredningsområde är Franska Guyana. Inga underarter finns listade i Catalogue of Life.